# 티투섬

티투섬

베트남명 티투섬(베트남어: Đảo Thị Tứ), 필리핀명 파가사섬(필리핀어: Pag-asa Island), 중국명 중예섬(중국어: 中业岛)은 중국, 대만, 베트남, 필리핀의 영토 분쟁 지역인 남중국해의 스프래틀리 군도의 섬으로, 현재 필리핀이 실효 지배하고 있다. 나무, 관목, 모래톱이 있는 저지대의 섬으로, 물 위로 보이는 녹슨 난파선으로 가득 찬 산호초로 둘러싸여 있다.
2019~20년에는 중국 선박이 몰려들었음에도 불구하고 섬의 해군 항구와 민간-군 활주로가 업그레이드되었다. 티투섬에는 해군 제트 및 상륙 경사로, 이중 용도의 군용 및 민군 활주로, 등대, 5개의 병상을 갖춘 규모의 눕혀진 진료소, 스마트커뮤니케이션으로 구동되는 통신탑, 소규모 통합 초등학교가 있다. 스프래틀리 군도에 있는 대부분의 구조물의 거주자들은 군인이나 임시 관광객들을 가지고 있지만, 티투섬은 유일하게 영구적인 민간인 정착지를 가지고 있다.
필리핀에서는 이 섬을 파가사섬(타갈로그어: Pag-asa Island)이라고 부르며, 베트남에서는 티투섬(베트남어: Đảo Thị Tứ)이라고 지칭하며, 중국에서는 중예섬(중국어: 中业岛)이라고 지칭한다.

## 역사
역사상 여러 시기에 현재 베트남과 중국의 참파 어부들이 이 섬에 거주했고, 제2차 세계 대전 중에는 프랑스령 인도차이나와 일본 제국 해군이 이 섬에 거주했다는 역사적 기록이 있다.
1763년 6월, 영국 선박 얼 템플이 마닐라로 향하던 중 티투섬의 암초에 침몰했다. 세 명의 선원은 몇 달 동안 티투섬에서 생존하였으며, 뗏목을 만들고 새 깃털을 사용해 돛을 만들었다. 조난자들은 베트남, 나중에 중국에 도달하고 그곳에서 영국으로 돌아올 수 있었다. 1997년 필리핀 당국이 얼 템플의 난파선을 발견하고 유물을 회수하여 현재 필리핀 국립박물관에 전시하고 있다.
1930년부터 1933년까지 프랑스령 인도차이나의 프랑스 식민 정부는 티투섬을 포함한 스프래틀리 군도에 해군 병력을 파견했다. 1933년 12월 21일, 코친차이나(현재 베트남)의 MJ 크라우트하이머 주지사는 스프래틀리 군도를 바리어붕따우성에 합병하기로 결정했다.
1945년 8월 15일 태평양전쟁에서 패한 일본이 결국 항복하면서 중국 관리들은 남중국해의 주요섬들과 암초들을 되찾기 위해 나섰다. 내무부는 주요 도서에 국가표지를 다시 건립하고 세부지도를 작성하고 이름을 명명한 뒤 남중국해 도서지역 지도를 발표했다.
1949년에는 대만이 티투섬을 실효지배하게 되었다. 그러나 1956년 5월, 필리핀인인 토마스 클로마가 티투섬을 비롯한 스프래틀리 군도의 여러섬에 상륙하여 필리핀인들이 먼저 스프래틀리 군도를 발견, 점령하고 관련된 권리를 누렸다고 주장하였다. 주필리핀 대만 대사는 즉각 성명을 내고 티투섬이 대만 영토임을 강조하며 필리핀 부통령 겸 외무장관 카를로스 폴레스티코 가르시아에게 항의 서한을 보냈다. 필리핀 정부는 이는 클로마의 개별적인 행위이며 필리핀 정부와는 아무런 관련이 없다고 밝혔다.
1956년 10월 1일, 남중국해의 노스 데인저 암초에서 두 척의 대만 선박이 용순함으로 클로마의 원정에 접근했다. 그리고 클로마 선장과 베니토 단세코 기관장, 다른 승무원들을 승선한 대만 해군 함정이 회의에 초대했다. 4시간에 걸쳐 소유권을 둘러싼 토론이 이어졌고, 그 동안 클로마는 탑승 팀이 그의 승선 일행이 자신의 배를 수색하고 모든 무기와 탄약을 압수했다는 사실을 알지 못한 채 갑판 아래에 있었다. 지도와 문서들. 클로마 선장은 항의했지만 무례한 대우를 받았고 자신의 배에 다시 승선할 수 있을 때까지 구금되었다. 다음날 그는 다시 대만 배에 초대되었다. 그곳에서 클로마와 그의 장교들은 생명에 위협이 있었음에도 불구하고, 프리덤랜드가 대만 영토임을 인정하는 성명서에 서명했다.(파일몬 클로마의 보고서에 따르면 강제로 서명된걸로 확인되었다.) 그들은 자유의 땅을 떠나 다시는 돌아오지 않을 것이다. 클로마는 어쩔 수 없이 무기를 포기하고 영수증을 받았고, 그 후 중국 배는 키리아코를 떠났다. 클로마 선장은 키리아코와 이레나의 집들이 철거되었고, 아바드 산토스섬의 건물들이 불타버린 것을 발견했다.(바로 위의 따옴표는 다음과 같이 중의적인 비유를 나타낸다)
대만 정부는 건물을 불태우고 재산을 몰수한 후, 토마스와 파일몬 클로마는 필리핀 정부가 프리덤랜드에 대한 자신들의 주장을 지지하도록 선동했다.
1963년 5월 22일, 베트남 공화국 해군의 선박 3척의 선원들이 티투섬에 베트남의 주권비를 설치했다.
1971년 4월 18일, 티투섬을 강타한 강력한 태풍으로 인해 대만 당국은 태풍을 피하기 위해 티투섬의 모든 수비대를 이투아바섬으로 철수하라는 명령을 내렸다. 그러나 태풍 이후 대만 측은 방어 방식을 바꿔 원래 병력을 대만으로 다시 이송한 뒤 상륙함을 이용해 새로운 병력을 중예도까지 수송했다. 필리핀은 이 빈 공간을 보고 7월 29일 섬에 상륙할 군대를 조직하고 섬 이름을 파가사섬으로 명명했다. 대만 해군육전대 사령부가 발행한 '토지급' 2화 155페이지에 따르면, 같은 날 중예도에 도착한 대만 해군 파견대는 필리핀 해병대가 섬에 있다는 사실을 발견했고, 하오 대위는 이를 발견했다. 데연은 즉시 76mm 포를 발사 할 준비가되어 있다고 명령했다. 섬에 주둔하고 있는 필리핀 해군은 대만군에 큰 위협이 되었고, 그 결과 갑자기 위에서 명령을 받았다. 아무런 도전도 하지 말고 군대가 이투아바섬으로 돌아갔다. 대만의 장교들은 티투섬이 필리핀의 실효지배하에 넘어가는 것을 지켜보아야만 했다.
1978년 6월 11일 필리핀은 티투섬에 칼라얀 자치구를 공식적으로 설립했다.
2017년 티투섬에 7개의 새로운 건물이 건설되었다
2018년에 필리핀 해안경비대는 이 섬에 5개의 등대를 건설했으며, 여기에는 티투섬에도 1개가 포함된다.
2018~19년 필리핀은 해변 경사로 건설을 시작하여 란쿠도 비행장 활주로 건설, 재활 및 수리, 군인 막사, 재래식 및 신재생 발전기, 담수화 시설, 등대, 하수 처리 시스템, 민간 어업인을 위한 대피소 및 저장 시설 등의 건설 작업을 위한 건설 장비를 전달할 수 있게 되었다.
2020년 5월까지 해변 경사로가 완성되었고 필리핀 해군 함정 HMAS 브루나이 경사로에 착륙했다. 항구 작업과 섬 활주로 업그레이드가 진행되었다.
2020년 6월 9일, 필리핀 국방부는 티투섬 해변 경사로 개통을 주도하여 3년 만에 마침내 완공되었다. 이 시설을 통해 활주로와 기타 시설 건물을 수리하고 유지 관리하기 위해 더 많은 자재와 장비를 가져왔다. 또한 필리핀 교통부는 티투섬의 새로운 항구와 보호 항구가 완료되어 6월 12일까지 운영될 준비가 되었음을 확인했다. 2020년 6월, 필리핀은 필리핀-미국 방문군 협정을 중단하기로 결정하고 티투섬에 진입로 건설을 완료하여 필리핀이 공군 기지 활주로 수리를 시작하였다. 상설중재법원에서 중국의 구단선에 법적 근거가 없다는 판결을 내린데 대해 필리핀은 중국에게 해당 판결을 존중해 달라는 요청을 보냈다.
2020년 8월, 칼라얀 지방자치단체는 티투섬과 관련된 6개의 모래톱과 2개의 암초에 명칭을 붙였다.
2021년 6월 12일, 전력공사 300킬로와트 디젤 발전 세트, 13.8킬로볼트(kV) 배전선 및 연료유 저장 탱크의 공급, 인도 및 설치를 다루는 ₱3,300만 규모의 칼라얀 디젤 발전소 프로젝트를 시작했다. 섬의 시설에 24시간 전력을 공급한다.

## 민간 행정
티투섬은 칼라얀 지방자치단체의 고유한 마을 역할을 한다. 현재 필리핀이 점령한 모든 스프래틀리 군도 중 유일하게 필리핀 민간인이 거주하고 있다. 2001년에 도입된 민간인 인구는 어린이를 포함하여 약 300명이다. 하지만, 한번에 200명 미만의 민간인 필리핀 사람들이 그 섬에 살고 있다. 사람들은 모래 길과 연결된 수십 채의 집에서 살고 있다. 스프래틀리 군도에 있는 거의 12개의 섬 및 암초를 관리한다. 스프래틀리 군도에서 필리핀이 점령한 유일한 섬으로 시청, 다목적홀, 보건소, 학교, 경찰서, 해안경비대, 해양연구소, 정수장, 엔지니어링 건물, 선착장, 통신 타워 및 군 막사 . 그 거주자들은 돼지, 염소, 그리고 닭을 기르고, 한 달에 한 번 방문하는 해군 함정에 의해 제공되는 물품 공급을 보충하기 위해 할당된 공간에 농작물을 심는다. 낮에는 거주자들이 그 지방 자치 단체에 의해 소유된 발전기로부터 전기를 얻는다. 밤에는 섬에 설치된 1.5V 태양광 패널에서 나오는 저장된 태양광 발전으로 전환한다. 집들에는 수돗물이 없다 – 물은 각 집 앞에 있는 탱크로부터 사용된다. 2021년 6월 12일에 디젤 발전소가 가동되어 낮부터 밤까지 최대 전력을 공급했다.
2021년 4월, 정보통신기술부는 파가사 섬 초등학교, 바랑가이 홀 및 섬 내 기타 장소에 무료 Wi-Fi 시설을 설치한다고 발표했다. 이를 통해 섬의 어린이들은 원격 학습을 했다.
필리핀 해안경비대는 침입 감시와 해상 안전, 수색 및 구조를 강화하기 위해 티투섬의 해안경비대를 업그레이드할 계획이다.

## 군대
티투섬은 1971년부터 필리핀이 실효지배하고 있다.
스프래틀리 군도 중 두 번째로 큰 섬으로, 필리핀군이 삼엄하게 보호하고 있다. 섬의 해변에는 필리핀 군사 기지가 설립된 지 몇 년 후인 1970년대에 건설된 사용되지 않은 콘크리트 엄폐호가 있다. 필리핀이 점령한 섬에 주둔하고 있는 필리핀 군대의 3분의 2(즉, 군인 60명 중 40명)가 티투섬에 배치되어 있다.

### 란쿠도 비행장
전 필리핀 공군 사령관 호세 란쿠도의 이름을 딴 란쿠도 비행장은 1978년에 건설된 군용 및 민간 1,300 미터 (4,300 ft) 비포장 활주로이다. 1,200 m (3,900 ft)대만 운영 중이었는데 활주로 양쪽 끝이 바다에 의해 침식되었기 때문이다. 당초 2018년에 시작될 예정이었던 수리가 지연되었다. 2023년 초에 수리가 완료되었다.

### 에밀리오 리와나그 해군기지
에밀리오 리와나그 해군 기지(이전 명칭: 파가사 해군 기지)는 팔라완주 칼라얀에 위치한 필리핀 해군의 해군 기지이다. 2009년 7월 7일에 제2차 세계 대전 퇴역 군인이자 6.25 전쟁 참전용사인 에밀리오 리와나그를 기리기 위해 이름이 변경되었다. 2004년에는 필리핀 해군이 정박하려던 시도가 있었으나 티투섬 근처에 좌초되어 실패하였다. 손상된 선박은 난파선 현장에 남아 있다. 또한, 필리핀 해군은 특히 필리핀 해군의 엘리트 해군특수전사령부 또는 해군 물개를 훈련할 목적으로 섬에 해군 기지를 건설했다.

## 개발 계획
필리핀 해군은 1999년부터 심해 지역으로 이어지는 긴 항로를 조성할 것을 제안하였다. 이는 이미 2020년 6월 현재 완공되어 필리핀 해군 함정과 청부업체가 섬의 시설 개선을 위한 장비의 상륙을 진행할 수 있는 길이 열렸다.
티투섬은 하얀 모래 해안선을 가지고 있고, 나무들로 가득 차 있으며, 여러 종의 바다 새들의 보호구역이다. 넓은 산호초 기지는 다이빙을 잘 할 수 있게 해준다. 소니 안가라 상원의원은 2016년 8월 27일에 티투섬을 생태관광 지역으로 홍보하는 것을 목표로 하는 법안을 제출했다. 만약 그러한 제안이 법으로 제정된다면, 필리핀이 실효지배하는 다른 섬들도 국가통합보호지역제도에 의해 보호지역으로 선언될 것이다.
2017년에는 담수화 플랜트, 항만, 활주로 보수 등을 포함한 프로젝트에 약 16억 페소가 배정되었다. 새로 수리된 해군 및 공항은 생활 조건 개선을 위한 건설 자재 및 필수 물자의 전달, 담수화 플랜트, 신재생 에너지 발전원, 냉동 저장 시설 및 어항 건설 등을 가능해진다. 2020년에는 해변용 경사로 및 보호 항구가 개장되었다. 활주로 수리는 2021년 중반부터 시작될 예정이다.
필리핀 정부는 이 섬을 이 지역의 군사력을 유지하기 위한 물류 중심지로 만들 계획이다.

## 같이 보기
- 팔라완주
- 남중국해의 영토 분쟁
- 남중국해의 영토 분쟁 연표
- 스프래틀리 군도
- 스프래틀리 군도 분쟁